# Nesokia
Nesokia is een geslacht van knaagdieren uit de muizen en ratten van de Oude Wereld dat voorkomt in Noordoost-Egypte, het Midden-Oosten, Centraal-Azië, Noord-India en Bangladesh. Dit geslacht is nauw verwant aan Bandicota. Dit geslacht omvat twee levende soorten (N. indica en N. bunnii), waarvan N. indica gravend is en N. bunnii amfibisch. N. bunnii verschilt sterk van N. indica en werd oorspronkelijk in een apart geslacht, Erythronesokia, geplaatst. Dat werd later echter afgeschaft. Dit geslacht is ook gevonden in het Vroeg-Pleistoceen van Noord-India (N. panchkulaensis).
Er zijn drie soorten:
- Nesokia bunnii (Zuidoost-Irak)
- Nesokia indica (Noordoost-Egypte en Turkmenistan tot Noordwest-China en Bangladesh; Laat-Pleistoceen van Noord-Soedan en Egypte)
- Nesokia panchkulaensis† (Vroeg-Pleistoceen van de Siwaliks in Noord-India)